# Matematikai probléma
Matematikai probléma alatt egy olyan problémát értünk amely a matematika segítségével közelíthető meg jól illetve oldható meg. Ez lehet egy valós probléma, mint a Naprendszer bolygóinak pályáival kapcsolatos számítások, de lehet elvontabb is, mint például a Hilbert-problémák. A matematika természetével kapcsolatos probléma is lehet, ilyen például a Russell-paradoxon.

## Valós problémák
"Valós" matematikai problémák azok, melyek konkrét kérdésekkel foglalkoznak, például: "Ádámnak öt almája van és hármat Janinak ad. Hány almája marad Ádámnak?" Az így feltett kérdésekre általában nehezebben találjuk meg a választ mintha egyszerűen az "5-3"-ra keresnénk a megoldást, attól függetlenül, hogy adott esetben mindkettő megoldásához szükséges matematikai háttérrel rendelkezünk. Ezeket a szó-problémákat az oktatásban arra használják, hogy a diákokat segítsék a mindennapi életben adódó problémák és az absztrakt matematika közötti kapcsolat fellelésében.
Általában ahhoz, hogy a matematikát használhassuk egy az életben előforduló probléma megoldásához, először el kell készíteni a probléma egy matematikai modelljét. Vigyázni kell azonban arra, hogy a modell teljes legyen, a problémát mindent tekintetben valósághűen tükrözze. A probléma modellen keresztül történő megoldása után az eredményt értelmezni kell az eredeti feltételeknek megfelelően.

## Absztrakt problémák
Absztrakt matematikai problémákkal a matematika minden területén találkozhatunk. Míg a matematikusok általában saját tudásuk gyarapítása céljából vizsgálják őket, munkásságukon keresztül olyan eredményekhez juthatunk, melyeket a matematika területein kívül is jól lehet hasznosítani. Az elméleti fizika mindig rengeteg inspirációval szolgált az ilyen problémák megoldása során.
Néhány absztrakt probléma egyértelműen megoldhatatlannak bizonyult az évek során, ilyen például a klasszikus geometrián belül egy adott körhöz egy ugyanakkora területű négyzet szerkesztése vagy egy adott szög elharmadolása, kizárólag körző és vonalzó felhasználásával vagy az algebra területén belül az ötödfokú egyenletek általános megoldóképletének megadása. Bizonyítottan megoldhatatlanok továbbá az úgynevezett eldönthetetlen problémák, mint a Turing-gépekhez kapcsolódó leállási probléma.
Sok absztrakt probléma már rutinszerűen, míg mások csak nagy erőfeszítések árán oldhatóak meg, de vannak, melyeket ez idáig nem sikerült megoldani, mint a Goldbach-sejtést vagy a Collatz-sejtést. Néhány jól ismert absztrakt probléma, melyekre a közelmúltban találták meg a választ a négyszín-sejtés vagy a Poincaré-sejtés.

## Külső hivatkozások
- Historical Math Problems at Convergence